# Раковый больной (Во все тяжкие)
Раковый больной (англ. Cancer Man) — четвёртая серия американского драматического сериала «Во все тяжкие». Премьера серии состоялась 17 февраля 2008 года на канале AMC. Автором сценария стал Винс Гиллиган, а режиссёром стал Джим Маккей.

## Сюжет
Хэнк Шрейдер и его команда из DEA проводят совещание по поводу исчезновений Эмилио Коямы и Крейзи-8, последний из которых, как выяснилось, был их информатором. Хэнк также сообщает об обнаружении ими на 99,1 % чистого метамфетамина. Хотя у DEA не было никаких зацепок, Хэнк считает, что продукт достаточно хорош, чтобы сделать кого-то новым наркобароном Альбукерке. Тем временем Уолтер рассказывает Хэнку, Марии Шрейдер и Уолту-младшему о своём раке; Скайлер уже рассказали. Джесси Пинкман курит метамфетамин Уолта с двумя друзьями, Тощим Питом и Комбо, и сбегает из дома на следующее утро, когда ему мерещится, что двое мормонских миссионеров у его двери — вооружённые байкеры.
Скайлер записывается на приём к одному из ведущих онкологов страны, Доктору Делкаволи, хотя семья не может себе этого позволить. Уолт говорит, что возьмёт деньги из своей пенсии, но на самом деле использует часть денег, взятых у Крейзи-8 в пустыне, которые он прячет в воздуховоде кондиционера у себя дома. Уолт-младший ругает отца за его отношение к собственному раку. Когда Уолт идёт в свой кредитный союз, чтобы положить деньги в кассовый чек, его парковочное место занимает человек по имени Кен. Кен раздражает Уолта своим громким разговором по мобильному телефону.
Джесси в итоге сбегает в дом своих богатых родителей, где спит целый день. Он пытается сблизиться со своим младшим братом Джейком, который многого достиг. Той ночью Джесси получает звонок от одного из друзей, который курил метамфетамин Уолта, и говорит, что знает много богатых людей, желающих раздобыть наркотиков, и готов заплатить большие деньги за высококачественный метамфетамин, который он сварил. На следующий день Джесси навещает Уолта, чтобы обсудить их дела, но Уолт выгоняет Джесси. Джесси отдаёт Уолту свою половину прибыли от метамфетамина — 4000 долларов. Онколог говорит Уолту, что рак распространился на его лимфоузлы, но есть шанс, что его все ещё можно вылечить с помощью химиотерапии.
В доме Пинкманов домработница находит в комнате Джесси косяк, в результате чего родители выгоняют его. Косяк принадлежал Джейку, который благодарит Джесси за то, что тот взял на себя его вину. Пока Джесси ждёт такси возле дома, Джейк просит вернуть ему косяк, который Джесси выбрасывает, говоря, что он плохого качества.
Дома Уолт выражает свои сомнения по поводу химиотерапии, так как она обойдётся в 90 000 долларов, и если он все равно умрёт, то оставит свою семью со всеми долгами. Уолт-младший сердито говорит, что Уолт должен просто умереть, если он собирается так легко сдаться. Уолт страдает от приступа кашля во время вождения и кашляет кровью. Когда он подъезжает к заправке, он замечает, что к этой же заправке подъезжает Кен. Когда Кен оставляет машину без присмотра, Уолт берёт резиновый скребок и замыкает им аккумулятор. Аккумулятор впоследствии перегревается и взрывается, когда Уолт возвращается к своей машине.

## Производство
Эпизод был написан Винсом Гиллиганом и срежиссирован Джимом Маккеем; он был показан на канале AMC в США и Канаде 17 февраля 2008 г.

## Значение названия
Название «Раковый больной» является отсылкой к персонажу «Секретных материалов» Курильщику (англ. Cigarette Smoking Man), которого Малдер сначала называл «Раковый больной» (англ. Cancer Man). Винс Гиллиган ранее был сценаристом и продюсером этого сериала.

## Реакция
Сет Амитин из IGN дал эпизоду оценку 8,6 из 10, прокомментировав: «Казалось, это обычный эпизод, но в нём произошло много подрывного сюжета и развития персонажей, и если вы смотрели предыдущие эпизоды, вы, вероятно, знаете, почему этот эпизод был таким хорошим. Есть много того, что можно экстраполировать». Донна Боуман из The A.V. Club дала эпизоду оценку «B−», сказав: «В этом эпизоде нет того „вау-эффекта“, который был в сериале до сих пор, — он о том, как расставить детали по местам для долгосрочной стратегии».
В 2019 году The Ringer поставил «…И мешок в реке» на 43-е место лучших эпизодов «Во все тяжкие» (из 62). Vulture.com поставил его на 56-е место в общем зачёте.